# Linda McAvan

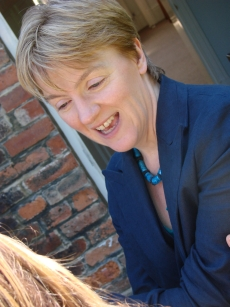
Linda McAvan

Linda McAvan, född 2 december 1962 i Bradford, är en brittisk ledamot av Europaparlamentet för Labour Party. 
Hon valdes till Europaparlamentet för valkretsen Yorkshire South i ett fyllnadsval 1998. I EU-valen 1999 och 2004 valdes hon för regionen Yorkshire and the Humber. Från 1999 till 2004 var hon vice ordförande för Labour-gruppen i Europaparlamentet. Efter valet 2004 utsågs hon till kassör i socialistgruppen.
Hon var en av Europaparlamentets representanter vid Europeiska konventet.